# NGC 728
NGC 728 је тројна звезда у сазвежђу Рибе која се налази на NGC листи објеката дубоког неба.
Деклинација објекта је + 4° 13' 22" а ректасцензија 1h 55m 1,5s. Привидна величина (магнитуда) објекта NGC 728 износи 14,1.